# Ain't Your Mama
Ain't Your Mama è un singolo della cantante statunitense Jennifer Lopez, pubblicato il 7 aprile 2016.

## Descrizione
La canzone è stata scritta da Meghan Trainor, Gamal Lewis, Lukasz Gottwald, Jacob Kasher Hindlin, Henry Walter e Theron Thomas. È stata prodotta da Dr. Luke e Cirkut. La produzione di Dr. Luke per la canzone non è stata ben vista dai suoi fan, mentre la critica elogia la composizione del brano.

## Video musicale
Il video musicale è stato diretto da Cameron Duddy e pubblicato il 6 maggio 2016 su Vevo. Il video inizia con Jennifer Lopez che discute con il suo compagno al telefono dicendo: "Davvero? Sono stanca. Ho lavorato tutta la giornata", poi dopo "No, non posso! Dovresti! No!" In altre scene del video è vista fare la casalinga, la segretaria e una dipendente in una fabbrica con catena di montaggio. A giugno 2016 il video ha ricevuto la certificazione VEVO per aver superato il numero di 100 milioni di visualizzazioni. Si possono notare alcuni evidenti product placement: ad esempio a inizio video è posta ben in vista una tazza di una bevanda Lavazza.
Nel video si può ascoltare parte del famoso discorso di Gloria Steinem, "Messaggio alle donne d'America", in particolare, la frase: "Questa non è una semplice riforma, è davvero una rivoluzione."

## Classifiche
| Classifica (2016) | Posizione massima |
| ----------------- | ----------------- |
| Australia         | 85                |
| Austria           | 85                |
| Belgio (Fiandre)  | 19                |
| Belgio (Vallonia) | 12                |
| Canada            | 34                |
| Corea del Sud     | 97                |
| Danimarca         | 36                |
| Francia           | 11                |
| Germania          | 5                 |
| Italia            | 32                |
| Libano            | 4                 |
| Lussemburgo       | 5                 |
| Paesi Bassi       | 63                |
| Polonia           | 3                 |
| Portogallo        | 29                |
| Repubblica Ceca   | 39                |
| Slovacchia        | 20                |
| Slovenia          | 16                |
| Spagna            | 5                 |
| Stati Uniti       | 76                |
| Svizzera          | 16                |
| Ungheria          | 14                |